# RedeTV!
RedeTV! è una rete televisiva brasiliana con sede a San Paolo. Trasmette in tutto il paese attraverso 44 emittenti televisive affiliate e 5 stazioni proprie nelle capitali: San Paolo, Rio de Janeiro, Belo Horizonte, Fortaleza e Recife.
È tra le prime 5 reti televisive brasiliane per numero di spettatori.

## Storia
RedeTV! fu creata il 15 novembre 1999 dagli imprenditori Amilcare Dallevo Jr e Marcelo de Carvalho, che avevano acquistato alcune tv affiliate a Rede Manchete, emittente televisiva chiusa nello stesso anno.
I creatori avevano progettato una rete televisiva con programmi indirizzati ai telespettatori appartenenti alla Classe A, cioè alle famiglie aventi un reddito mensile molto alto.
Nel 2002 venne trasmessa la telenovela colombiana Betty la fea, che in Brasile venne chiamata Betty a feia, con successo.
Dal 2008 inizia, prima tra le tv brasiliane, a trasmettere in alta definizione.

## Programmazione
La sua programmazione è costituita da programmi umoristici, talk show, programmi giornalistici e sportivi, serie televisive, e programmi per donne.